# 稱人結

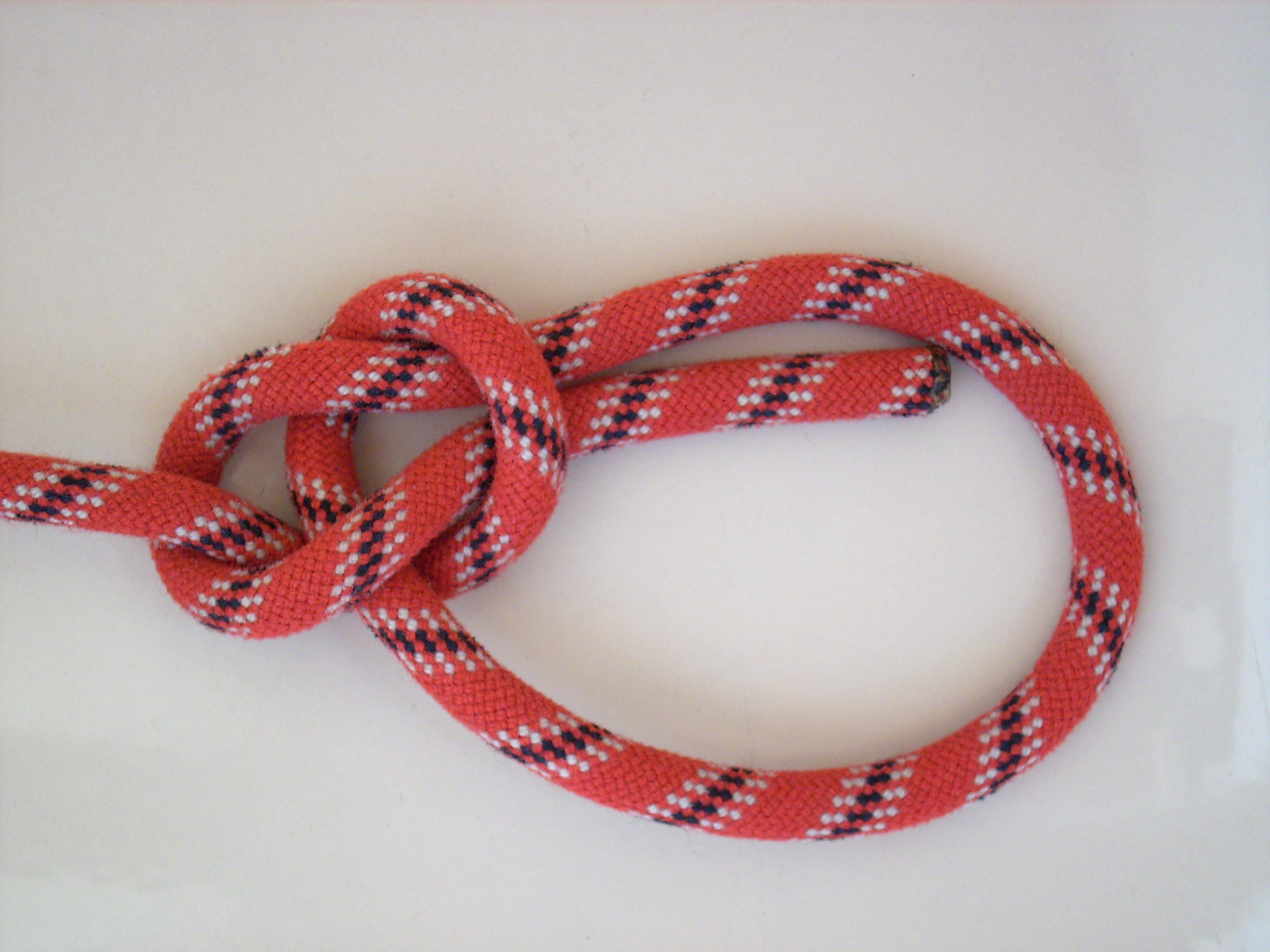
稱人結

稱人結，是一種古老且結構簡單的繩結，可在繩子尾端形成一個固定的繩圈。稱人結的優點是容易拆解，一般認為它是一種穩固的結，因此常用於稱人稱物。稱人結因為其重要性被稱為繩結之王，它是四個航海基本繩結的其中之一(另外三個是八字結、平結、雙套結)。
為了加強安全性，稱人結又延伸出了雙稱人結、水上稱人結、優勝美地稱人結。

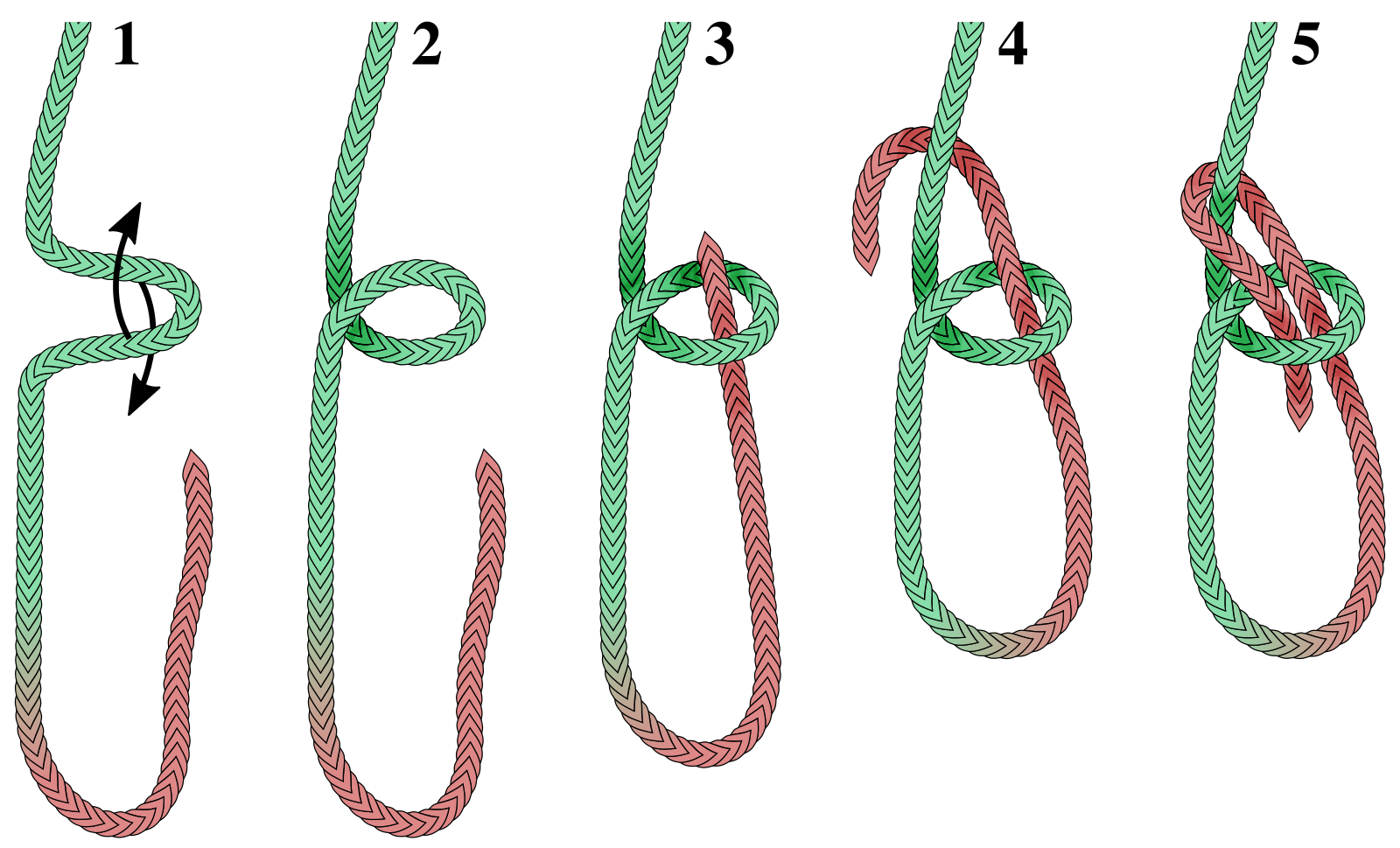
稱人結打法